# Lettojärvi (Jukkasjärvi socken, Lappland, 753161-174484)
Lettojärvi är en sjö i Kiruna kommun i Lappland och ingår i Torneälvens huvudavrinningsområde. Sjön har en area på 0,348 kvadratkilometer och ligger 308 meter över havet.

## Delavrinningsområde
Lettojärvi ingår i det delavrinningsområde (753233-174553) som SMHI kallar för Mynnar i Airijoki. Medelhöjden är 316 meter över havet och ytan är 3,02 kvadratkilometer. Det finns inga avrinningsområden uppströms utan avrinningsområdet är högsta punkten. Vattendraget som avvattnar avrinningsområdet har biflödesordning 4, vilket innebär att vattnet flödar genom totalt 4 vattendrag innan det når havet efter 335 kilometer. Avrinningsområdet består mestadels av skog (53 procent) och sankmarker (30 procent). Avrinningsområdet har 0,35 kvadratkilometer vattenytor vilket ger det en sjöprocent på 11,6 procent.